# Dennis Dimster
Dennis Dimster est un acteur, réalisateur et scénariste né le 5 avril 1965 aux États-Unis.

## Filmographie

### Comme acteur
- 1976 : Drôles de dames ( TV ) : Skip / Bobby
- 1978 : Black Beauty (mini-série) : Joe Green
- 1978 : L'Incroyable Hulk (feuilleton TV) : Un Enfant En Danger - A Child In Need : Mark Hollinger
- 1978 : The Awakening Land (feuilleton TV) : Chancey Wheeler
- 1978 : Olly, Olly, Oxen Free : Chris
- 1978 : Colorado ("Centennial") (mini-série) : Timmy Grebe (chapter 11)
- 1978 : Ishi: The Last of His Tribe (TV) : Tad Fuller
- 1979 : Jennifer: A Woman's Story (TV) : Michael Prince
- 1979 : Terreur à bord ("The French Atlantic Affair") (feuilleton TV) : Billy
- 1981 : La Petite Maison dans la prairie (The House on the Prairie) (Série TV) saison 7, épisode 16 (Au revoir Madame Wilder (Goodbye, Mrs Wilder) ) : Ralph Parker
- 2006 : Desire (série TV)

### Comme réalisateur
- 1990 : Cat in the Bag
- 1992 : Mikey
- 2001 : Une si douce victime (Cold Heart)
- 2010 : Double identity (Fake identity)

### Comme scénariste
- 1996 : Cyborg Cop III
- 2001 : Une si douce victime (Cold Heart)
- 2003 : Ultime Vengeance (Out for a Kill)
- 2010 : Double identity (Fake identity)